# Stadion Bahtoo
Stadion Bahtoo (birm. ဗထူး အားကစားကွင်း) – to wielofunkcyjny stadion, położony w centrum miasta Mandalaj w Mjanmie. 17000 - miejscowy stadion jest największym stadionem w Górnej Birmie i macierzystym stadionem klubu Yadanabon FC Birmańskiej Ligi Narodowej. Stadion jest areną Górnej Birmy dla meczów piłki nożnej o Puchar Birmy.
Bahtoo Stadion gości również inne lokalne i regionalne turnieje piłkarskie. Tu odbył się w 2006 roku Myanmar Grand Royal Challenge Cup, międzynarodowy turniej piłki nożnej.